# Hans-Hermann Sprado
Hans-Hermann „Hannes“ Sprado (* 3. Juli 1956 in Bassum; † 24. Juli 2014) war ein deutscher Journalist und Autor. Er war bis zu seinem Tod Chefredakteur und Herausgeber des P.M. Magazins.

## Leben
Sprado absolvierte zunächst ein Volontariat beim Bremer Weser-Kurier, bevor er als Redakteur für die Bunte und später als Chefreporter für die Bild tätig war.
1994 wechselte er zum Verlag Gruner + Jahr. Dort prägte er als Chefredakteur und Herausgeber in Nachfolge von Gerhard „Peter“ Moosleitner wesentlich das P.M. Wissensmagazin. Nachdem Thomas Vašek ab 2007 zwischenzeitlich die Funktion des Chefredakteurs übernommen hatte, war Sprado von 2009 bis 2014 wieder als Chefredakteur tätig. Von 2012 bis 2014 war er gleichzeitig Herausgeber, nachdem er schon von 2001 bis 2009 für die Herausgabe verantwortlich war. Unter Sprados Leitung nahmen pseudowissenschaftliche bis esoterische Inhalte einen immer breiteren Raum im Heft ein, wovon sich die Redaktion später distanzierte. Sprado entwickelte auch Ableger wie P.M. Biografie und P.M. History. Zwischenzeitlich fungierte er als Chefredakteur der Marie Claire.
Sprado verfasste ab 2005 auch diverse Romane und Sachbücher.
Er lebte mit seiner Familie in Neubruchhausen bei Bremen.

## Werke
- Risse im Ruhm., Solibro Verlag, Münster 2005, ISBN 978-3-932927-26-3
- Tod auf der Fashion Week., Solibro Verlag, Münster 2007, ISBN 978-3-932927-39-3
- Das dunkle Ritual., Rowohlt-Taschenbuch-Verlag, Reinbek bei Hamburg 2009, ISBN 978-3-499-24933-4
- Runengrab., Rowohlt-Taschenbuch-Verlag, Reinbek bei Hamburg 2009, ISBN 978-3-499-24934-1
- Verfressen, sauschnell, unkaputtbar: Das phantastische Leben der Kakerlaken., Ullstein Verlag, Berlin 2012, ISBN 978-3548374130
- Kalt kommt der Tod., Edition Temmen, Bremen 2013, ISBN 978-3837870206
- Der Klang des Weltalls: Wie Planetentöne, heilige Klänge und die Musik der Natur heilen können. Arkana Verlag, Göttingen 2014, ISBN 978-3-442-34136-8.